# Yvon Tapy
Yvon Tapy, in einigen Quellen auch Yvan Tapy, (* 13. Dezember 1939 in Niort) ist ein ehemaliger französischer Unternehmer und Autorennfahrer.

## Karriere als Rennfahrer
Yvon Tapy war in seiner Heimatstadt Niort als BMW-Vertragshändler tätig und in den 1980- und 1990er-Jahren bei ausgewählten Sportwagenrennen als Fahrer am Start. Mit Roland Bassaler, einem Händler-Kollegen aus Laval, bestritt er auf dessen Sauber SHS C6 zweimal das 24-Stunden-Rennen von Le Mans Dritter Pilot war beide Male Dominique Lacaud. Nach einem 23. Gesamtrang 1985 wurde das Trio 1986 mangels zurückgelegter Distanz nicht klassiert. 
In den 1990er-Jahren startete er in der französischen Tourenwagen-Meisterschaft, wo er 2003 und 2005 schon über sechzigjährig für insgesamt drei Rennen ein Comeback gab. 

## Statistik

### Le-Mans-Ergebnisse
| Jahr | Team            | Fahrzeug      | Teamkollege      | Teamkollege     | Platzierung     | Ausfallgrund |
| ---- | --------------- | ------------- | ---------------- | --------------- | --------------- | ------------ |
| 1985 | Roland Bassaler | Sauber SHS C6 | Dominique Lacaud | Roland Bassaler | Rang 23         |              |
| 1986 | Roland Bassaler | Sauber SHS C6 | Dominique Lacaud | Roland Bassaler | nicht klassiert |              |